# هيروكي واتانابي
هيروكي واتانابي (باليابانية: 渡辺大規) هو راكب الكنو ياباني، ولد في 23 مايو 1988.

## وصلات خارجية
- هيروكي واتانابي على موقع أوليمبيديا (الإنجليزية)